# Ganancia (electrónica)
En electrónica, la ganancia, en lo referido a señales eléctricas, es una magnitud que expresa la relación entre la amplitud de una señal de salida respecto a la señal de entrada. Por lo tanto, la ganancia es una magnitud adimensional, que se mide en unidades como belio (símbolo: B) o submúltiplos de este como el decibelio (símbolo: dB).
En términos generales, se puede decir que la ganancia es una magnitud que caracteriza la amplificación en potencia, intensidad o tensión que da un dispositivo ante una determinada señal.
El término ganancia por sí solo es ambiguo y puede referirse a la relación entre tensión/voltaje de salida y entrada  (ganancia de tensión), corriente eléctrica (ganancia de corriente ) o energía eléctrica ("ganancia de potencia"). En el campo de los amplificadores de audio y de uso general, especialmente los amplificadores operacionales, el término generalmente se refiere a la ganancia de tensión, pero en amplificadores de radiofrecuencia generalmente se refiere a ganancia de potencia. Además, el término ganancia también se aplica en sistemas como sensores donde la entrada y la salida tienen unidades diferentes; en tales casos, se deben especificar las unidades de ganancia, como en "5 microvoltios por fotón" para la respuesta de un fotosensor. La "ganancia" de un transistor bipolar normalmente se refiere a la relación de transferencia de corriente directa, ya sea hFE ("beta", la relación estática de Ic dividido por Ib en algún punto de operación), o a veces hfe (el pequeño- ganancia de corriente de señal, la pendiente de la gráfica de Ic contra Ib en un punto).
Por ejemplo, si la potencia de salida de un amplificador es 40 W (vatios) y la de entrada era de 20 W, la ganancia sería de 10 log (40 W / 20 W) ≈ 3,0103 dB. 
Cuando la ganancia es negativa (menor que 0), se denomina atenuación.
Así, en el ejemplo anterior pero al revés: 40 W de entrada, frente 20 W de salida, el resultado sería de -3,0103 dB. No hablaríamos de una ganancia de -3 dB, sino de una atenuación de 3 dB.

## Tipos de ganancia

Gráfica de la tensión de entrada (azul) y la tensión de salida (rojo) de un amplificador lineal ideal con una ganancia de tensión de 3, con una señal de entrada variable a lo largo del tiempo. En cualquier instante la tensión de salida es tres veces la tensión de entrada.

Aunque la ganancia, como se ha dicho, es adimensional, sin embargo se refiere a cierta magnitud, con lo que tenemos:
- Ganancia de potencia, definida como {\displaystyle G_{P}={\frac {P_{\mathrm {salida} }}{P_{\mathrm {entrada} }}}} y expresada en decibeles es {\displaystyle G_{P}(\mathrm {dB} )=10\cdot \log _{}{\frac {P_{\mathrm {salida} }}{P_{\mathrm {entrada} }}}}
- Ganancia en tensión, definida como  {\displaystyle G_{V}={\frac {V_{\mathrm {salida} }}{V_{\mathrm {entrada} }}}} y expresada en decibeles es {\displaystyle G_{V}(\mathrm {dB} )=20\cdot \log _{}{\frac {V_{\mathrm {salida} }}{V_{\mathrm {entrada} }}}}
- Ganancia en corriente, definida como  {\displaystyle G_{I}={\frac {I_{\mathrm {salida} }}{I_{\mathrm {entrada} }}}} y expresada en decibeles es {\displaystyle G_{I}(\mathrm {dB} )=20\cdot \log _{}{\frac {I_{\mathrm {salida} }}{I_{\mathrm {entrada} }}}}

Estas ganancias se relacionan entre ellas a través de las impedancias de entrada y salida del circuito, pero se tiene una idea de sus magnitudes mediante las relaciones siguientes:
{\displaystyle G_{P}=G_{V}\cdot G_{I}} y, si las impedancias son iguales, {\displaystyle G_{P}=G_{V}^{2}}
Además existen ganancias "especiales" para determinados componentes:
- Ganancia de antena. Es la relación entre la potencia entregada por la antena y la potencia que entregaría una antena isotrópica.
- Ganancia de conversión. En el caso de mezcladores, determina la potencia de salida, a la frecuencia 2, dividida por la potencia de entrada, a frecuencia 1.
- Ganancia de transducción. Es la relación entre la potencia de una magnitud de entrada, por ejemplo: presión, y la potencia eléctrica entregada.

## Unidades relativas de medida
La unidad relativa de medida para ganancias es el belio (B) o múltiplos de este; generalmente se utiliza el decibelio (dB). Como la unidad de medida de ganancia siempre expresa una relación
entre dos magnitudes, en particular en el caso del decibelio especificaremos de qué tipo de decibelio estamos hablando, acompañando al dB.
- dBSPL: Hace referencia al nivel de presión sonora. Es la medida que usamos al hablar de ganancia o atenuación de volumen.
- dBW: La W indica que el decibelio hace referencia a 1 vatio (1W). Así, a 1 W le corresponden 0 dBW.
- dBm: Cuando el valor expresado en vatios es muy pequeño, se usa el milivatio (mW). Así, a 1 mW le corresponden 0 dBm.
- dBu: El dBu expresa el nivel de señal en decibelios y referido a 0,7746 V. 0,7746 V es la tensión que aplicada a una impedancia de 600 Ω, disipa una potencia de 1 mW (es decir, {\displaystyle {\sqrt {\frac {600}{1000}}}={\sqrt {\frac {3}{5}}}=0,774596669...V\,\!}). Se emplea la referencia de una impedancia de 600 Ω por razones históricas.[12]

## Ganancia de un transistor bipolar
La ganancia de un transistor de unión bipolar es la relación entre la corriente que fluye en su colector y la corriente que fluye en su base, en el llamado modo lineal (no saturado). Esta ganancia a menudo se designa con la letra β, o por un parámetro híbrido en h hFE o h21; También se denomina transmitancia de corriente continua. 
La ganancia depende de la construcción del transistor. Varía con la corriente del colector, el voltaje del emisor-colector, la frecuencia de la señal y la temperatura. La ganancia puede variar significativamente dentro del mismo lote.
La frecuencia de transición es la frecuencia en la que la ganancia es 1, es decir, la frecuencia más allá de la cual el transistor ya no amplifica.
En general, los transistores de potencia tienen menor ganancia que los transistores de pequeña señal. Un transistor Darlington tiene una mayor ganancia. Normalmente, un transistor bipolar tiene una ganancia entre 50 y 300.

## Ganancia de un cuadripolo

Modelo cuadripolar de un amplificador.

Con frecuencia se piensa que un elemento de un circuito eléctrico o electrónico tiene la forma de un cuadripolo. El concepto de ganancia se desarrolla más fácilmente a partir del modelo cuadripolo de un amplificador. En este modelo, el amplificador se reduce a una impedancia de entrada asociada a un generador de voltaje y una impedancia de salida. Por definición, el generador produce un voltaje V igual al de la entrada, Ve, multiplicado por un coeficiente, la “relación de transferencia”.
Las cantidades de entrada y salida dependen de los elementos externos del circuito; pero si las impedancias de salida de los elementos, fuente y amplificador, son bajas en comparación con las impedancias de entrada correspondientes, la ganancia de voltaje, relación Vs / Ve de los voltajes en los terminales del cuadripolo es para todos los efectos prácticos la relación de transferencia.
Podemos transformar el generador de tensión en un generador de corriente, con la resistencia de salida en paralelo, y hacer lo mismo con la corriente de entrada y la corriente de salida.
Como el voltaje y la corriente son cantidades de campo que se elevan al cuadrado en el cálculo de la potencia, el valor en decibelios de la ganancia de voltaje o corriente es 20 veces el logaritmo decimal de la relación entre estas cantidades.

## Historia
El concepto de ganancia está estrechamente ligado al de atenuación y al de decibelio. Surgió en telefonía, cuando a principios de la década de 1920 se utilizaron amplificadores electrónicos de repetidor para compensar el debilitamiento de la señal en el cable. El amplificador se designaba por la longitud en millas del cable cuyo efecto anula. En lenguaje telefónico, el amplificador debería dar una ganancia de aproximadamente 20 millas de cable estándar. La potencia suministrada por el amplificador proporciona una ganancia en el alcance de la transmisión. El decibelio, definido por la facilidad de cálculo más que por las características del cable, sustituyó en años posteriores al msc (milla de cable estándar), con casi el mismo valor.